# Aurora (universiteitennetwerk)
Aurora of Aurora Universities Network (Nederlands: Aurora Universiteitennetwerk) is een samenwerkingsverband tussen Europese universiteiten. De organisatie telt 10 leden in 9 landen. Het samenwerkingsverband is op 21 oktober 2016 ontstaan.

## Leden
Frankrijk
- Universiteit Grenoble-Alpes

 Duitsland
- Universiteit Duisburg-Essen

 IJsland
- Universiteit van IJsland

 Italië
- Universiteit van Napels Federico II

 Nederland
- Vrije Universiteit Amsterdam

 Oostenrijk
- Universiteit van Innsbruck

 Spanje
- Universitat Rovira i Virgili

 Tsjechië
- Palacký-Universiteit Olomouc

 Verenigd Koninkrijk
- Universiteit van Aberdeen
- Universiteit van East Anglia